# نادية النجار
نادية النجار، روائية إماراتية ولدت في دولة الإمارات العربية المتحدة. صدرت له العديد من الأعمال الأدبية في الرواية والقصة القصيرة وفي أدب الأطفال. ومن أبرز رواياتها: «مدائن اللهفة»، و«ملمس الضوء» .

## حياتها
حصلت نادية على شهادة البكالوريوس في علوم الحاسب الآلي من جامعة عجمان للعلوم والتكنولوجيا.
كتبت عددا من قصص الأطفال منها قصة "النمر الأرقط" التي أدرجت ضمن منهج اللغة العربية في دولة الإمارات العربية المتحدة، وقصة "نزهتي العجيبة مع العم سالم" التي اختيرت ضمن اللائحة القصيرة لجائزة الشيخ زايد للكتاب، وقصة "أصوات العالم" الطفل التي نالت جائزة العويس للإبداع في دورتها السادس والعشرين كأفضل كتاب لأدب لأبناء الإمارات.
صدر لها عدة روايات مثل رواية "منفى الذاكرة،" و"ثلاثية الدال" التي حازت على جائزة أفضل كتاب إماراتي لمؤلف إماراتي في مجال الإبداع في عام 2017. كما حازت على العديد من الجوائز منها جائزة معرض الشارقة الدولي للكتاب في عام 2017.

## أعمالها الأدبية

### روايات
- منفى الذاكرة (2014)
- مدائن اللهفة (2015)
- ثلاثية الدال (2017)
- ملمس الضوء (2024).[3]

### قصص قصيرة
- لعبة البازل (2022).[6]

### قصص أطفال
- أنا مختلف (2017)
- النمر الأرقط (2017)
- أصوات العالم (2018)
- نزهتي العجيبة مع العم سالم (2019)
- غافتان (2019)
- رسائل في زمن مختلف (2021).
- الصرة العجيبة (2022).
- خيوط الصوف الملونة (2022).
- بحر أصفر .. رمل أخضر (2022).[7]

## الجوائز
- حازت روايتها "مدائن اللهفة" المركز الأول في جائزة الإمارات للرواية عن فئة الرواية القصيرة وقد كرمت من قبل عبدالله بن زايد آل نهيان في  وزير الخارجية والتعاون الدولي في عام 2015.[8]

- فازت بـجائزة معرض الشارقة الدولي للكتاب 2017[2]
- حازت روايتها "ثلاثية الدال" على جائزة أفضل كتاب إماراتي لمؤلف إماراتي في مجال الإبداع عام 2017.[8]
- شاركت في مهرجان طيران الإمارات للآداب في عام 2018.[1]
- ضمت قصة "نزهتي العجيبة مع العم سالم" في اللائحة القصيرة لجائزة الشيخ زايد للكتاب في دورتها الرابعة عشر لفئة أدب الطفل والناشئة لعام 2020.[9]